# Killer Queen (歌曲)
（参考译名：杀手女王）是一首英国摇滚乐队皇后乐队的歌曲，由主唱弗雷迪·默丘里创作。这首歌是他们1974年的录音室专辑中的主打歌，后来也被收录于乐队的精选辑中。该曲也以双A面单曲形式在英国、美国和加拿大发行，另一面为歌曲。这首单曲成为了皇后乐队的成名作，在英国榜上达到第2位，在美国榜上位于第12位，在加拿大《RPM》杂志的全国单曲榜上位于第15位。1986年，它作为单曲的面重新发行。这首歌标志着皇后乐队摒弃前两张专辑的重金属风格，开始创作风格更多样化的歌曲。同时也保留了皇后标志性的声音，尤其是他们的和声。
默丘里表示自己先写出了歌词，之后才创作了旋律，与他通常的创作方法相反。录音重点突出精巧复杂的四声部和声（尤其在副歌部分，在主歌部分也有背景和声），和布莱恩·梅多轨录制的吉他独奏。第一句主歌歌词引用了一句被广泛认为是玛丽·安托瓦内特说的话（事实上不是）：（“让他们吃蛋糕吧，”她说，就像玛丽·安托瓦内特那样。）在1975年为默丘里赢得了一座艾弗·诺韦洛奖。

## 现场演唱
这首歌在1974年至78年的演唱会上作为混合曲的一部分被演唱。1974年，它一般紧随之后；1975年到76年间，它排在之后。1977年，这首歌是一首混合曲的引子部分，后接，而在1978年后接。1979年，乐队通常演唱完整歌曲的大半部分，在吉他独奏结束后开始的前几小节。这首歌也是皇后在1981年11月加拿大蒙特利尔演唱会上的曲目之一，被收录进乐队的现场专辑中。在1984和85年的《The Works》巡演中，该曲再次作为混合曲的一部分被演唱，接着缩短版的之后。

## 榜单成绩
| 榜单 （1974/1975年） | 最高排名 |
| -------------------- | -------- |
| 奥地利单曲榜         | 10       |
| 加拿大单曲榜         | 15       |
| 荷兰单曲榜           | 3        |
| 德国单曲榜           | 12       |
| 爱尔兰单曲榜         | 2        |
| 挪威单曲榜           | 4        |
| 英国单曲榜           | 2        |
| 美国告示牌百强单曲榜 | 12       |

## 销售认证
| 地區                         | 认证 | 认证单位/销量 |
| ---------------------------- | ---- | ------------- |
| 意大利（意大利音乐产业联盟） | 金   | 25,000‡       |
| 英国（英国唱片业协会）       | 白金 | 600,000‡      |
| ‡僅含認證的+實際銷量         |      |               |

## 参与人员
- 弗雷迪·墨丘里 - 主唱、背景和声、钢琴、大头钉钢琴（英语：tack piano）
- 布莱恩·梅 - 电吉他、背景和声
- 罗杰·泰勒 - 架子鼓、背景和声、三角铁、管钟
- 约翰·迪肯 - 电贝斯[22]

## 脚注
1. ↑  . AllMusic.   [27 September 2014]. （原始内容存档于2011-12-23）.
2. ↑  Roberts, David, , 2006
3. ↑  Whitburn, Joel, , 2006
4. ↑  . Library and Archives Canada.   [25 December 2014]. （原始内容存档于2014年12月25日）.
5. ↑  . Ultimate Queen.   [25 December 2014]. （原始内容存档于2012-10-04）.
6. ↑  . Royal Legend.   [25 December 2014]. （原始内容存档于2015-07-13）.
7. 1 2  . Queen Concerts.   [26 December 2014]. （原始内容存档于2012-12-30）.
8. 1 2  . Queen Concerts.   [26 December 2014]. （原始内容存档于2011-07-15）.
9. ↑  . Queen Concerts.   [26 December 2014]. （原始内容存档于2011-07-15）.
10. 1 2  . Queen Concerts.   [26 December 2014]. （原始内容存档于2011-07-15）.
11. ↑  . Allmusic.   [26 December 2014]. （原始内容存档于2019-10-18）.
12. ↑  Steffen Hung. . austriancharts.at.   [23 June 2012]. （原始内容存档于2012-02-22）.
13. ↑  . Collectionscanada.gc.ca.   [23 June 2012]. （原始内容存档于2013年6月8日）.
14. ↑  Steffen Hung. . dutchcharts.nl.   [23 June 2012]. （原始内容存档于2012-11-11）.
15. ↑  . charts.de.   [23 June 2012]. （原始内容存档于2014-12-26）.
16. ↑  Jaclyn Ward - Fireball Media Group - http://www.fireballmedia.ie. . Irishcharts.ie.   [23 June 2012]. （原始内容存档于2009-06-03）.
17. ↑  Steffen Hung. . norwegiancharts.com.   [23 June 2012]. （原始内容存档于2012-02-22）.
18. ↑  . The Official Charts Company. 6 May 2013  [2014-12-26]. （原始内容存档于2013-06-30）.
19. ↑  Queen. . AllMusic.   [23 June 2012]. （原始内容存档于2012-02-14）.
20. ↑  . Federazione Industria Musicale Italiana.   [2019-08-12] （意大利语）.
21. ↑  . British Phonographic Industry.   [2020-11-13] （英语）.
22. ↑  . Queen Songs.   [25 December 2014]. （原始内容存档于2011-01-02）.